# Clinopodium glabellum
Clinopodium glabellum — вид квіткових рослин з родини глухокропивових (Lamiaceae).

## Біоморфологічна характеристика

Це багаторічна трава. Колір квітів: білий, рожевий, фіолетовий. Час цвітіння: травень, червень, липень, серпень.

## Поширення
Зростає в Канаді й США: Алабама, Арканзас, Британська Колумбія, Індіана, Кентуккі, Монтана, Нью-Йорк, Онтаріо, Теннессі, Техас.
У межах цього ареалу він зустрічається лише на вологих кедрових галявинах і в просочуваннях уздовж вапнякових русл. Через вузький ареал і специфічні вимоги до середовища проживання цей вид вважається вразливим.